# Marius Gustavson
Marius Gustavson (även känd som eunuckmakaren), född i december 1977, är en norsk brottsling som 2024 dömdes till livstids fängelse, med en minsta strafftid på 22 år, för att ha kastrerat och filmat lemlästningen av ett stort antal män i London.

## Biografi
Gustavson, som kommer från Drammen i Norge, flyttade till Storbritannien 2012. Väl där etablerade han ett nätverk och en webbplats kallad The Eunuch Maker, där han lade upp filmklipp som visade videor av kirurgiska kroppsförändringar, bland annat könsstympningar och amputationer. Gustavson ska ha tjänat nära 300 000 pund på filmklippen och försäljning av de avlägsnade kroppsdelarna. I rättegången hävdade Gustavson att ingreppen skett i samförstånd med offren.
Gustavsson arresterades 2021 och 2024 dömdes han till livstids fängelse för flera fall av grov kroppsskada på annan person, framställning och spridning av oanständiga bilder samt innehav av olagliga tillgångar. Gustavson överklagade domen men i april 2025 fastslog domstolen att straffet var proportionerligt med tanke på brottens allvar.
Den brittiska dokumentärserien Kastrerarens offer handlar om fallet.